# ماراكوني أمارال
ماراكوني أمارال كوستا جونيور (بالبرتغالية:Marcone Amaral Costa Jr) ، من مواليد 5 أبريل 1978 في البرازيل ، لاعب المنتخب القطري لكرة القدم، يلعب الآن نادي نادي الجيش القطري.

## وصلات خارجية
- Player profile - QSL.com.qa
- Futpedia (بالبرتغالية)
- CBF (بالبرتغالية)
- CBF - Site Oficial da Seleção Brasileira de Futbol (بالبرتغالية)
- ماراكوني أمارال على موقع الاتحاد الدولي (مؤرشف)  (الإنجليزية)
- ماراكوني أمارال على موقع قاعدة بيانات كرة القدم.إي يو (الإنجليزية)
- ماراكوني أمارال على موقع ناشيونال فوتبول تيمز (الإنجليزية)
- ماراكوني أمارال على موقع Soccerway.com (الإنجليزية)